# سبنسر جيمس
سبنسر جيمس (بالإنجليزية: Spencer James)‏ هو كاتب أغاني بريطاني، ولد في 15 أبريل 1953 في Hayes, Hillingdon ‏ في المملكة المتحدة.

## وصلات خارجية
- الموقع الرسمي